# Longines
Compagnie des Montres Longines SA conhecida como Longines (pronúncia em francês: [lɔ̃ʒin]) é uma relojoaria suíça de luxo, fundada por Auguste Agassiz em 1832, na cidade de St. Imier, Suíça. É conhecida pelos seus relógios clássicos e é uma das marcas de alta-relojoaria mais antigas do mundo sendo a única cujo logotipo não sofreu alterações. 

## História
Longines foi fundada em Saint-Imier em 1832 por Auguste Agassiz, irmão do biólogo Louis Agassiz.  Auguste teve dois principais parceiros, os advogados Henri Raiguel e Florian Morel. O nome original da Longines era Raiguel Jeune & Cie. Em 1846, Raigeul e Morel reformaram-se, deixando Agassiz como o único líder da empresa. 